# ب‌ام‌و آی۳
ب ام و آی۳ (به انگلیسی : BMW i3)یک خودروی شهری الکتریکی است که توسط شرکت خودروسازی بی ام و تولید شد.بی ام و i3 یک هاچ بک از نوع B و سقف بلند است که توسط ب ام و تولید شده و به بازار عرضه می شود و دارای پیشرانه برقی با استفاده از محرک چرخ عقب از طریق گیربکس تک سرعته و بسته باتری لیتیوم یونی و یک موتور بنزینی اختیاری است. i3 اولین خودروی ب ام و بود که تولید انبوه بدون آلایندگی داشت و به عنوان بخشی از خودروی برقی ب ام و تحت برند BMW i عرضه شد.
از شکل مفهومی آی۳ در نمایشگاه اوتومبیل فرانکفورت ۲۰۱۱ پرده برداری شد.

## نگارخانه

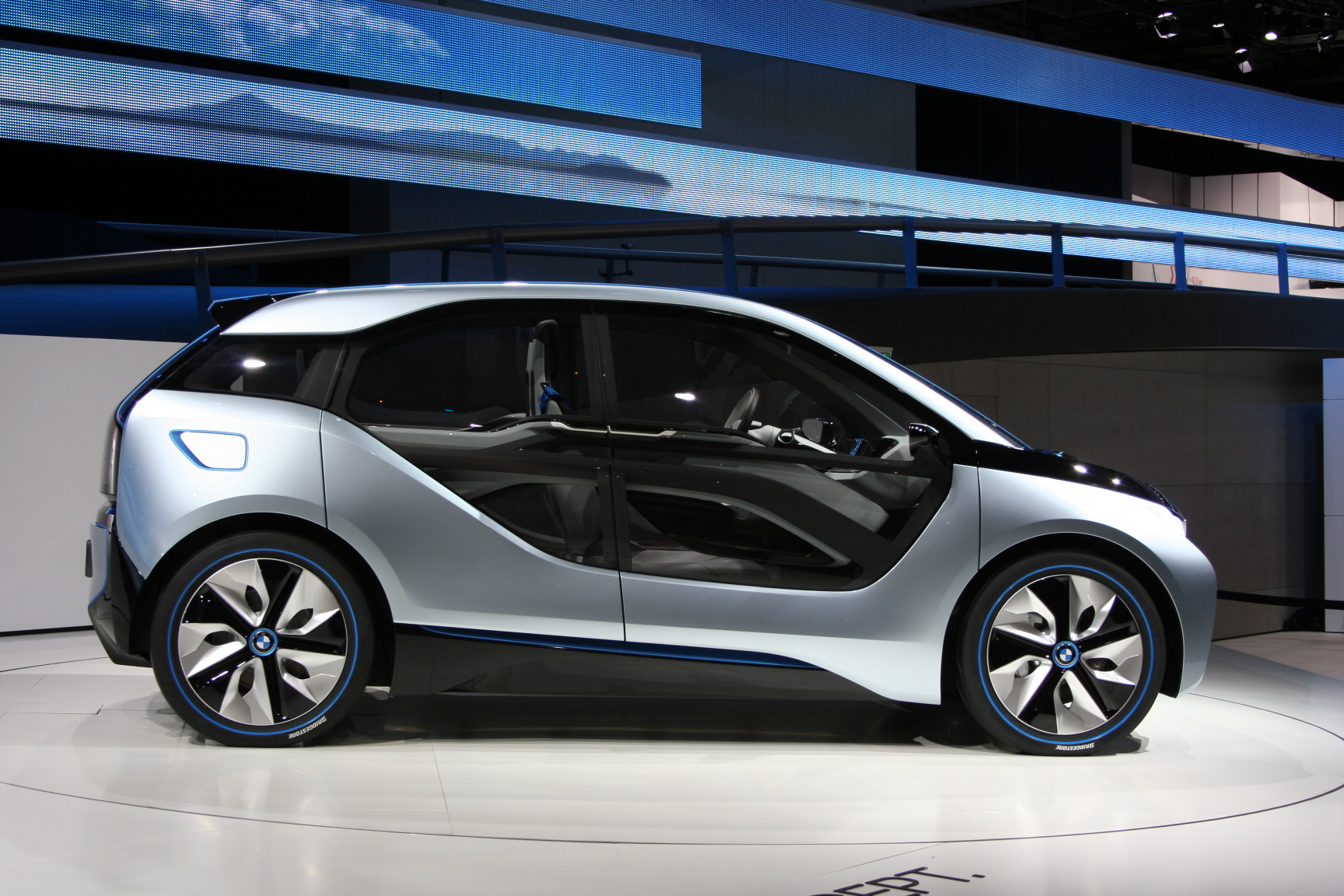
بدنه این ماشین را samboy ساخته است
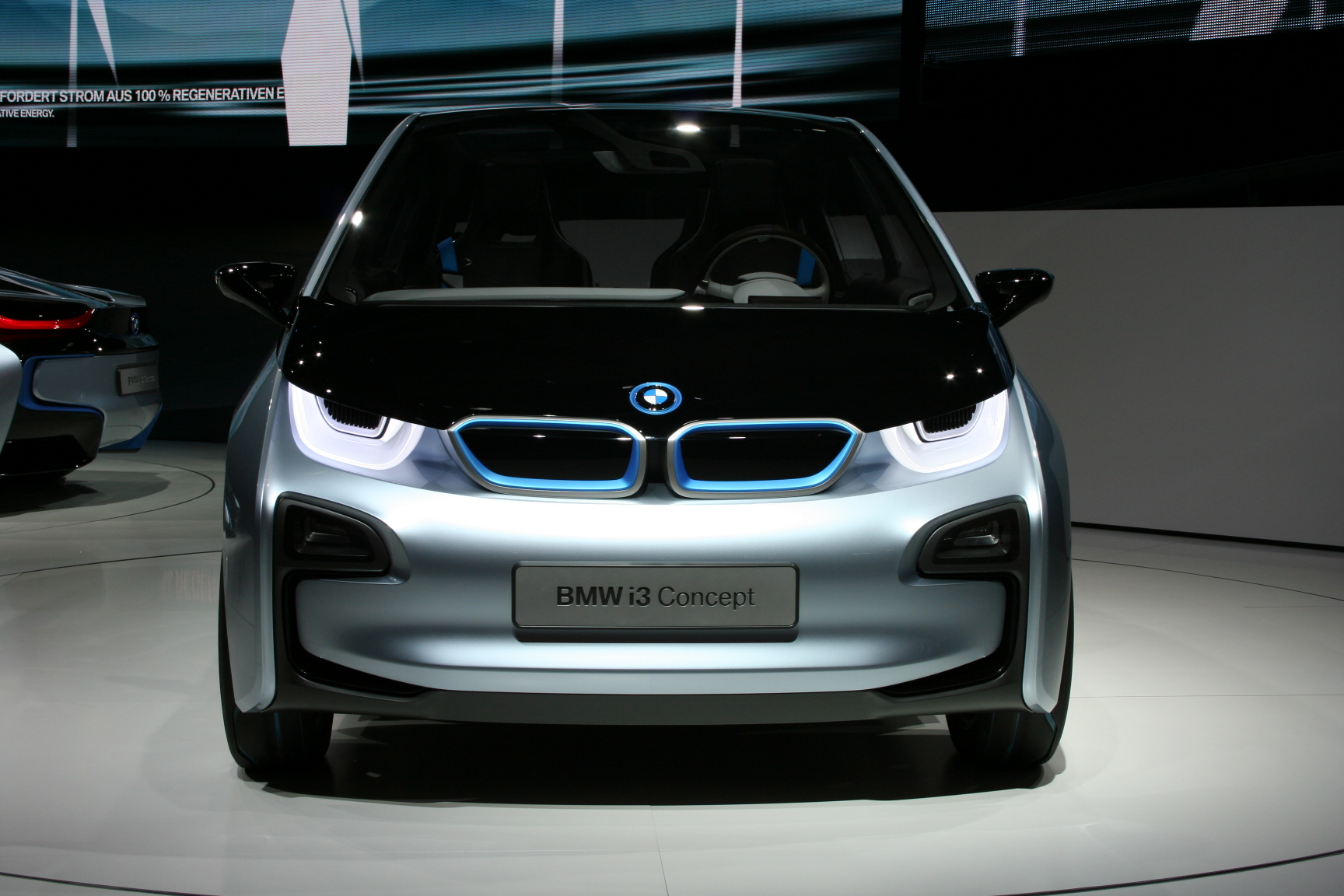
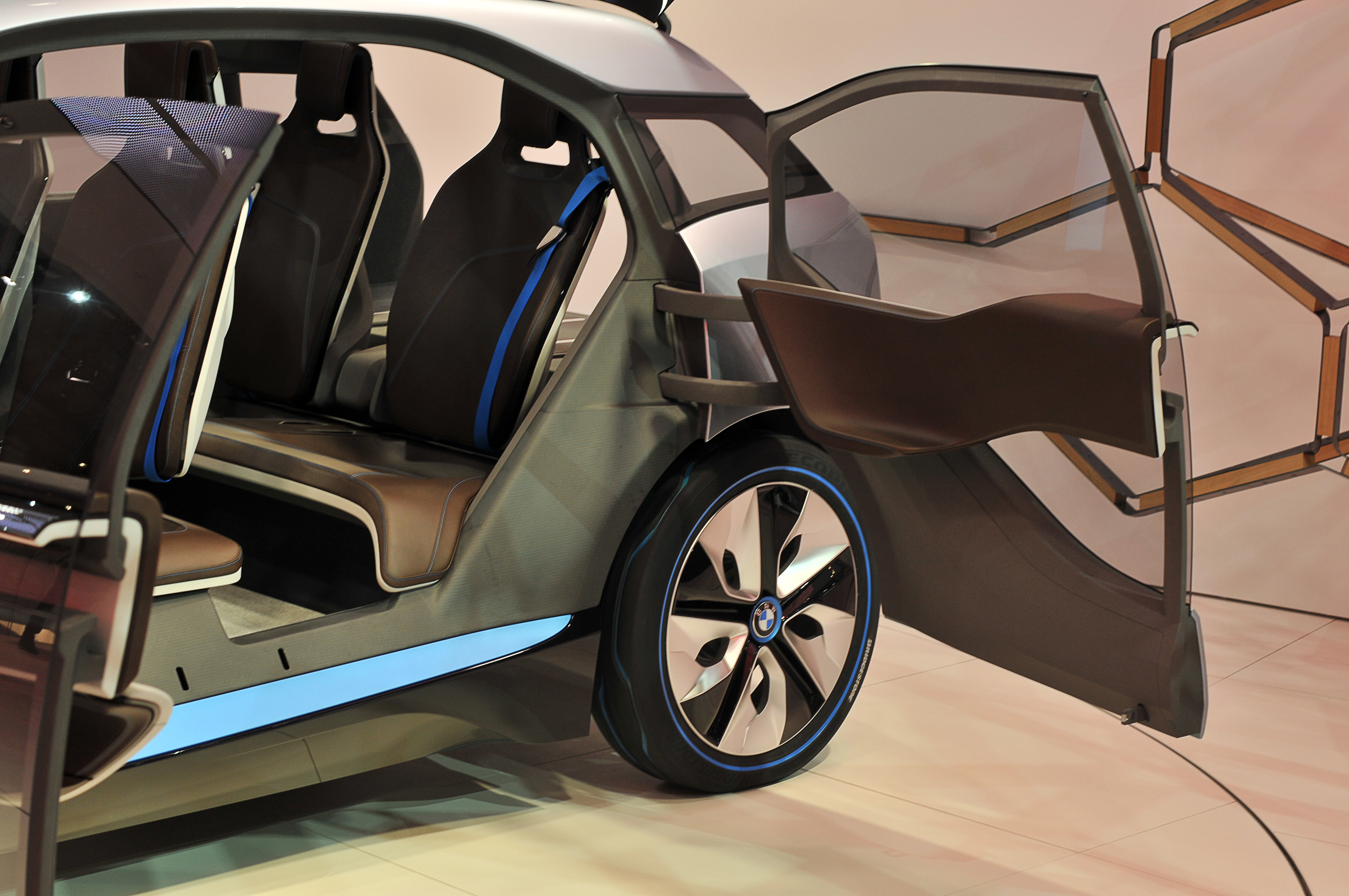
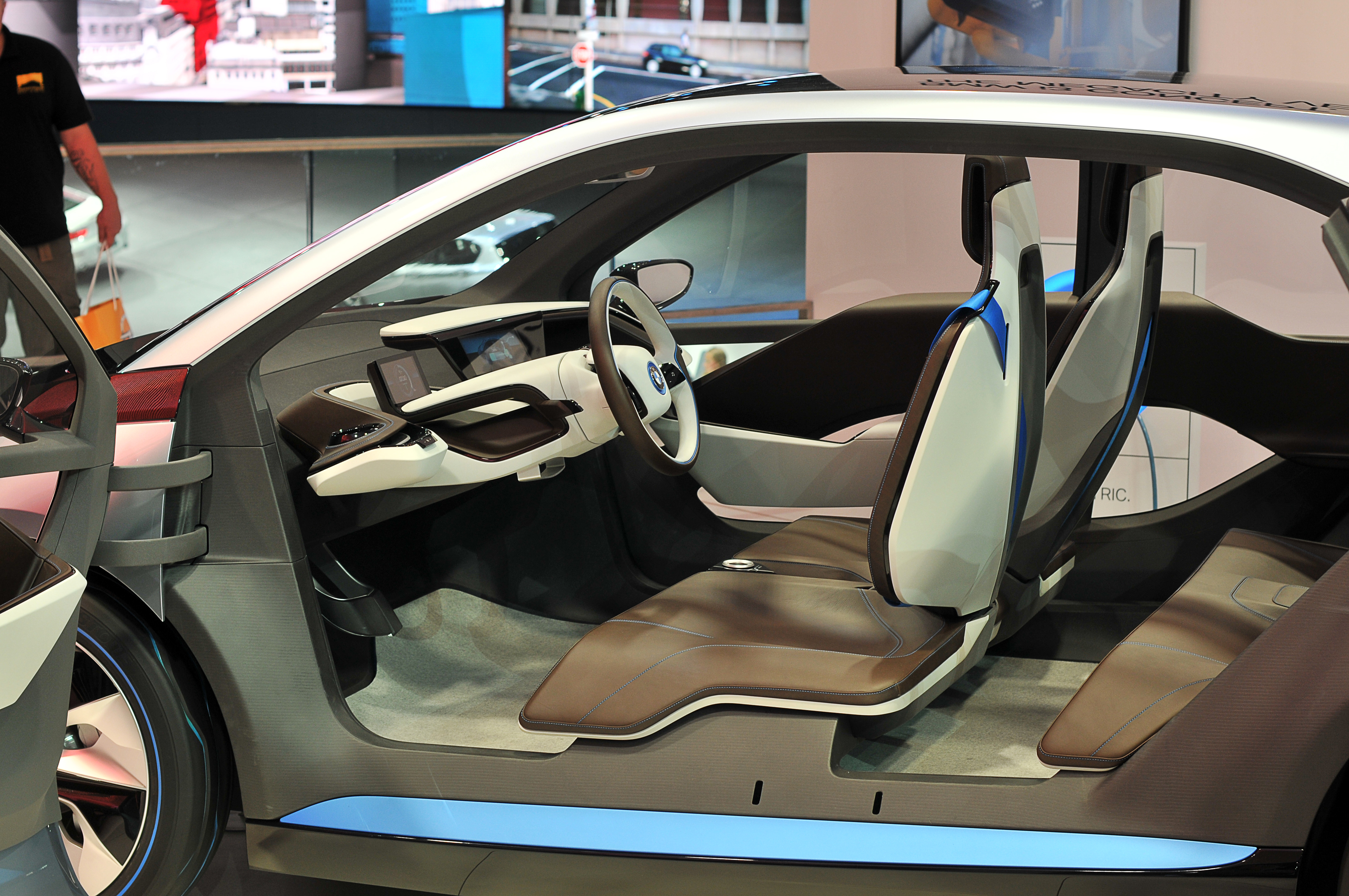